# ننجی کوبایاشی
ننجی کوبایاشی (انگلیسی: Nenji Kobayashi؛ زادهٔ ۷ فوریهٔ ۱۹۴۳) یک هنرپیشه اهل ژاپن است.
از فیلم‌ها یا برنامه‌های تلویزیونی که وی در آن نقش داشته است می‌توان به داستان زندگی، سامورایی گرگ و میش، شکست‌ناپذیر، قطاربان، تصنیف نارایاما اشاره کرد.